# Federico Agliardi
Federico Agliardi (ur. 11 lutego 1983 w Brescii) – włoski piłkarz grający na pozycji bramkarza.
Agliardi dorastał jako piłkarz w drużynie z miasta, w którym się wychował, w Brescii Calcio. Swój debiut jako profesjonalny piłkarz zaliczył w klubie Cosenza występującym w Serie B w sezonie 2002-2003. Natomiast pierwszy występ w Serie A zaliczył 8 listopada 2003 w meczu przeciwko Bolognii. Następnie Agliardi przeszedł do Palermo w styczniu 2006, i szybko stał się pierwszym bramkarzem. Przez te lata grał też w młodzieżowych reprezentacjach Italii. 24 lipca 2008 podpisał kontrakt z występującym w Serie B Rimini Calcio. Następnie grał w Padovie, Bolonii oraz Cesenie.